# Osip Pjatnickij
Osip Aronovič Pjatnickij (in russo Осип Аронович Пятницкий?, pseudonimo di Iosif Aronovič Tarshis; Vilkmergė, 29 gennaio 1882 – Mosca, 29 luglio 1938) è stato un rivoluzionario e politico sovietico.
È ricordato soprattutto come capo del Dipartimento internazionale del Comintern durante gli anni 1920 e l'inizio degli anni 1930, posizione che lo rese uno dei principali volti pubblici del movimento comunista internazionale. Fu ucciso nelle Grandi purghe.

## Primi anni
Iosif Aronovič Tarshis nacque il 17 gennaio 1882, figlio di un falegname ebreo nella città di Vilkmergė (oggi conosciuta come Ukmergė), nel Governatorato di Kovno dell'Impero russo, nell'odierna Lituania.
Da ragazzo Tarshis lavorò brevemente come apprendista sarto nella sua città natale, prima di trasferirsi nella più grande Kovno (l'odierna Kaunas) nel 1897. Lì intraprese l'attività di falegname del padre ed entrò a far parte del movimento sindacale illegale dei falegnami della città. Nel 1898 Tarshis divenne attivo anche nel sindacato illegale dei sarti di Kovno, impegnandosi in un lavoro educativo e organizzativo.

## Attività rivoluzionaria
Nel 1899 Tarshis si convertì al marxismo e si unì al Partito Operaio Socialdemocratico Russo (POSDR), trasferendosi nello stesso anno nella città più grande della Lituania, Vilna (l'odierna Vilnius). Lì Tarshis fu coinvolto nell'organizzazione dei sarti femminili. In qualità di membro del movimento clandestino, Tarshis adottò lo pseudonimo di "Pjatnica" (Venerdì) per sfuggire all'Ochrana, la polizia segreta zarista. Questo nome divenne la radice del suo pseudonimo più noto, Osip Pjatnickij.
Nel 1901 Pjatnickij si associò all'ala internazionalista del POSDR, in cui spiccava la figura di Vladimir Il'ič Ul'janov, più noto come Lenin, che all'epoca pubblicava il giornale rivoluzionario Iskra dalla Germania. Pjatnickij fu coinvolto nel contrabbando di questo giornale in Russia attraverso la frontiera tedesca, aiutando anche ad organizzare il trasporto dei membri del partito da e verso il Paese. Questa attività costò a Pjatnickij l'arresto da parte della polizia segreta nel 1902.
Lo stesso anno Pjatnickij riuscì a fuggire e tornò in Germania per continuare il suo lavoro di corriere per il gruppo Iskra. Nell'estate del 1903 fu delegato al II Congresso del POSDR a Londra, che divise il partito nelle frazioni rivali dei bolscevichi e dei menscevichi. Pjatnickij si schierò con Lenin e i bolscevichi e rimase un membro fedele di tale frazione durante gli anni prerivoluzionari.
Dopo aver partecipato al III Congresso del POSDR a Londra, Pjatnickij tornò in Russia più tardi nello stesso anno, trasferendosi a Odessa in Ucraina, dove lavorò come organizzatore bolscevico principalmente tra i lavoratori del tabacco. Pjatnickij partecipò attivamente alla Rivoluzione del 1905, attivandosi nell'organizzazione di uno sciopero generale a Odessa. Questa attività attirò nuovamente l'attenzione dell'Ochrana, che nel gennaio 1906 lo arrestò nuovamente.
Dopo questo secondo arresto Pjatnickij rimase in carcere fino al 1908. Dopo il rilascio tornò in Germania, dove riprese a lavorare per il partito bolscevico, coordinando le comunicazioni segrete tra il centro estero del partito e la sua rete di attivisti all'interno della Russia.
Nel gennaio 1912 Pjatnickij fu nuovamente scelto come delegato a una conferenza bolscevica a Praga, ricordata come VI Conferenza panrussa del POSDR. In seguito, intenzionato a tornare in Russia per lavorare nell'industria, Pjatnickij andò a Parigi dove si formò come elettricista.
Tornato in Russia nel 1913, trovò lavoro come elettricista nella città di Vol'sk, situata nell'Oblast' di Saratov sulle rive del fiume Volga. Lì Pjatnickij condusse uno sciopero per poi essere trasferito a Samara. La sua attività politica e sindacale attirò l'attenzione della polizia segreta, cosicché nel giugno 1914 fu arrestato per la terza volta. Questa volta Pjatnickij fu condannato all'esilio in Siberia, che lo distolse dall'attività rivoluzionaria fino alla Rivoluzione di febbraio del 1917.

## Dirigente comunista
Liberato dalla Rivoluzione di febbraio, Pjatnickij si trasferì a Mosca, dove divenne membro del locale comitato del Partito Comunista Russo (bolscevico). Dopo la Rivoluzione d'ottobre, Pjatnickij divenne un funzionario del governo. Dal 1919 al 1920 fu capo del sindacato dei ferrovieri. Fu scelto come capo del comitato di Mosca nel 1920 ed eletto membro supplente del Comitato centrale del partito al suo IX Congresso in quella stessa primavera.
Pjatnickij passò dal lavoro nei sindacati sovietici e nel partito a lavorare nell'Internazionale Comunista (Comintern) nel 1921, quando fu eletto dal Comitato esecutivo (CEIC) alla carica di tesoriere e capo del Dipartimento di collegamento internazionale dell'organizzazione. In seguito al IV Congresso nel novembre 1922, Pjatnickij fu scelto come membro dell'Orgburo e della commissione di bilancio del Comintern. Nel giugno 1923 il III Plenum del Comintern elesse Pjatnickij tra i quattro massimi leader dell'organizzazione per far parte del Segretariato di governo. In tale carica fu affiancato dal bulgaro Vasil Kolarov, dal finlandese Otto Kuusinen e dall'ungherese Mátyás Rákosi.
Pjatnickij rimase un alto funzionario del Comintern per tutti gli anni 1920 e la prima metà degli anni 1930. Il V Congresso dell'Internazionale Comunista del 1924 lo confermò membro del Segretariato, dell'Orgburo, della commissione per il bilancio e del CEIC. Dopo la caduta di Grigorij Zinov'ev nel 1926, la carica di "presidente" del Comintern da lui precedentemente ricoperta fu eliminata, per essere sostituita da un nuovo Segretariato politico, al quale fu eletto Pjatnickij. Fu confermato nella carica dal VI Congresso del 1928 e dall'XI Plenum del CEIC del 1931.
Oltre al suo ruolo di primo piano nel Comintern, Pjatnickij ricoprì diverse posizioni di grande importanza nella gerarchia del Partito Comunista Russo. Nel 1924 fu eletto membro dell'Ufficio di controllo del Comitato centrale, un organismo competente su questioni di disciplina e ricoprì tale carica fino al 1927. In quell'anno Pjatnickij fu nominato membro a pieno titolo del Comitato centrale del partito, nel quale rimase fino al momento del suo arresto nel 1937.
Pjatnickij sembra essere caduto in disgrazia verso la metà degli anni 1930. Tenne un discorso al VII Congresso nel 1935, ma non fu rieletto a nessuna delle posizioni che aveva ricoperto in precedenza nell'organizzazione. Da allora tornò brevemente a lavorare nel Partito Comunista di tutta l'Unione (bolscevico).

## Arresto ed esecuzione
Durante le Grandi purghe Pjatnickij si oppose ai massacri ed espresse dubbi sulla fondatezza delle accuse contro i compagni di partito quando il Comitato centrale si riunì in sessione plenaria e gli fu chiesto di approvare ciò che stava accadendo. Pjatnickij definì Stalin tiranno e truffatore e si rifiutò di fare marcia indietro. Di conseguenza, nell'ottobre 1937 fu rimosso dalla sua posizione nel Comitato centrale, espulso dal partito e arrestato dall'NKVD, la polizia segreta sovietica. Atti di coraggio suicida di questo tipo erano estremamente rari. Pjatnickij rimase in carcere per un anno prima di essere sottoposto a un processo sommario e condannato a morte. La sentenza fu eseguita il 30 ottobre 1938.

## Riabilitazione postuma
Osip Pjatnickij fu riabilitato post mortem nel 1956, in seguito al XX Congresso del PCUS, in cui il leader sovietico Nikita Chruščëv rivelò gli abusi sistemici della polizia segreta sovietica durante il periodo staliniano nel cosiddetto "discorso segreto".